# Communauté de communes Vienne-Glane
La communauté de communes Vienne-Glane est une ancienne communauté de communes française, située dans le département de la Haute-Vienne, en région Limousin. Créée en 2000, elle fusionne au 1er janvier 2016 avec la communauté de communes du Pays de la Météorite pour former la nouvelle communauté de communes Porte Océane du Limousin.

## Histoire
Née de la charte intercommunale et de la loi du 12 juillet 1999, la communauté de communes Vienne-Glane est officiellement née par le décret du 14 décembre 2000.
Son entrée en fonction date du 1er janvier 2001. Les points essentiels sont le transfert de compétences des communes vers la communauté de communes et l’adoption par le conseil de communauté d’une taxe professionnelle.
Elle est présidée depuis par Joël Ratier, maire de la plus petite des communes, Saint-Martin-de-Jussac (1989-2014). La communauté de communes Vienne-Glane représente le troisième pôle économique du Limousin après Limoges et Brive-la-Gaillarde.
La fusion avec la Communauté de communes du Pays de la Météorite est effective au 1er janvier 2016.

## Composition
Elle regroupe 8 communes : 
| Nom                    | Code Insee | Gentilé            | Superficie (km2) | Population (dernière pop. légale) | Densité (hab./km2) |
| ---------------------- | ---------- | ------------------ | ---------------- | --------------------------------- | ------------------ |
| Saint-Junien (siège)   | 87154      | Saint-Juniauds     | 56,82            | 11 196 (2014)                     | 197                |
| Chaillac-sur-Vienne    | 87030      | Chaillacois        | 15,14            | 1 234 (2014)                      | 82                 |
| Javerdat               | 87078      |                    | 25,52            | 717 (2014)                        | 28                 |
| Oradour-sur-Glane      | 87110      | Radounauds         | 38,16            | 2 464 (2014)                      | 65                 |
| Saillat-sur-Vienne     | 87131      | Saillatais         | 6,29             | 851 (2014)                        | 135                |
| Saint-Brice-sur-Vienne | 87140      | Saint-Briçois      | 20,85            | 1 650 (2014)                      | 79                 |
| Saint-Martin-de-Jussac | 87164      |                    | 14,40            | 562 (2014)                        | 39                 |
| Saint-Victurnien       | 87185      | Saint-Victurniauds | 21,04            | 1 724 (2014)                      | 82                 |

## Administration
| Période                                  | Période          | Identité    | Étiquette | Qualité                                                                                  |
| ---------------------------------------- | ---------------- | ----------- | --------- | ---------------------------------------------------------------------------------------- |
| 2001                                     | 31 décembre 2015 | Joël Ratier | PCF       | Maire de Saint-Martin-de-Jussac (1989-2014), Ajoint-au-Maire de Saint-Junien depuis 2014 |
| Les données manquantes sont à compléter. |                  |             |           |                                                                                          |